# Petra Bohuslav

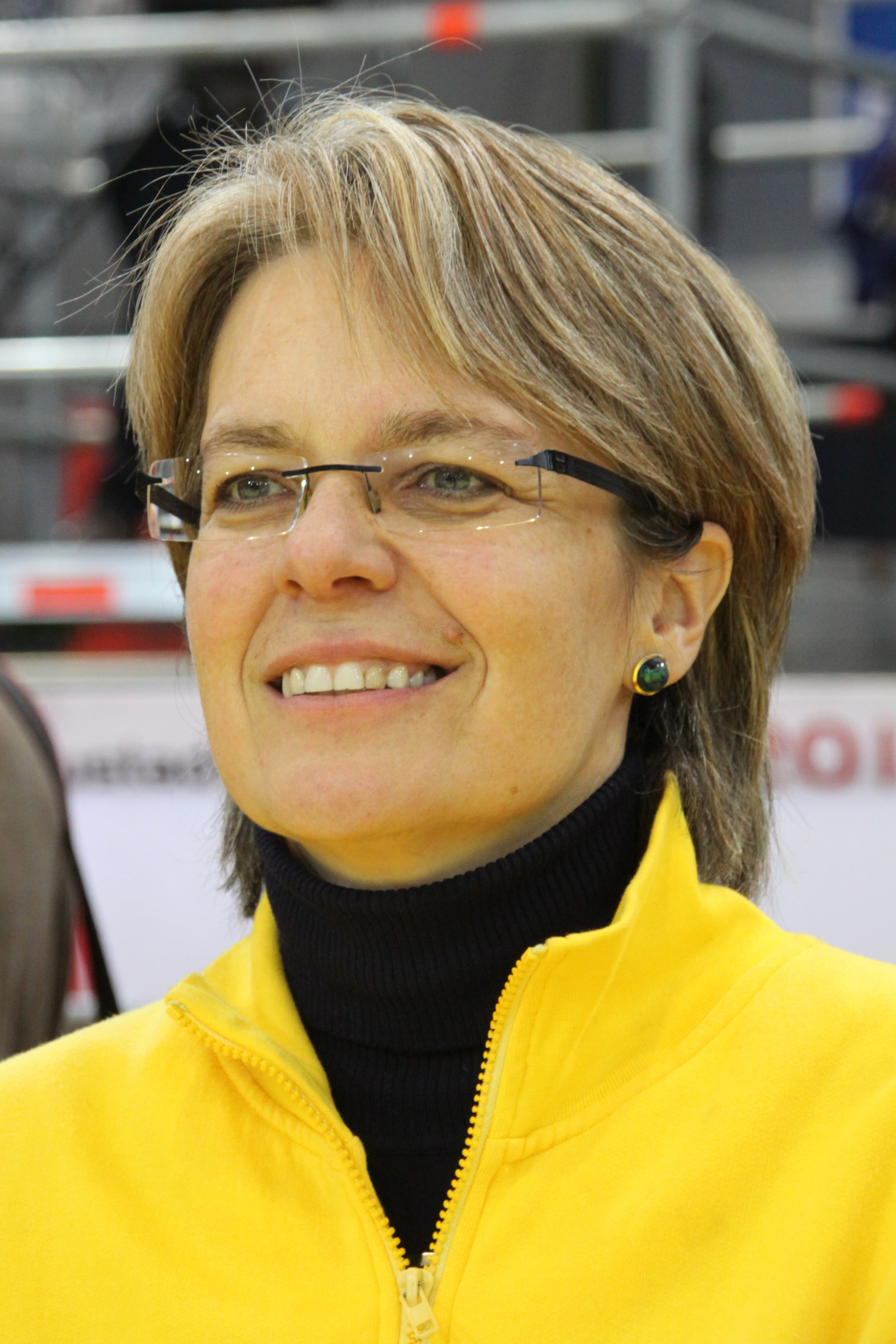
Petra Bohuslav (2010)

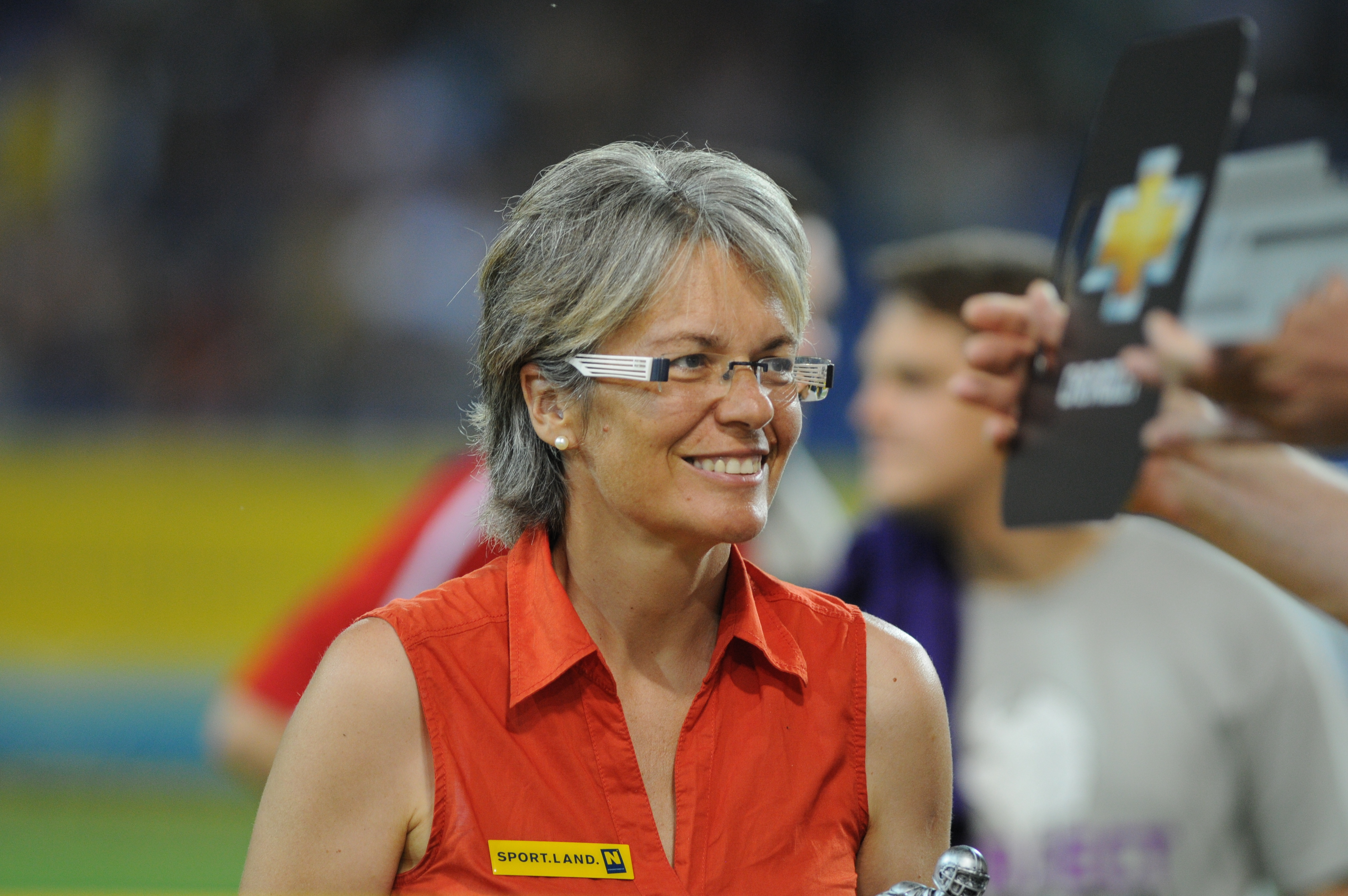
Bohuslav beim Austrian Bowl 2013

Petra Bohuslav (* 24. August 1965 in Wien) ist eine österreichische Managerin und ehemalige Politikerin (ÖVP). Bohuslav war vom 21. Dezember 2004 bis zum 27. Februar 2020 Landesrätin in der Niederösterreichischen Landesregierung. Mit September 2020 wurde sie unter Bogdan Roščić kaufmännische Geschäftsführerin der Wiener Staatsoper.

## Leben
Bohuslav absolvierte die Wirtschaftsuniversität Wien und promovierte 1991 zur Doktorin. Zuvor hatte sie Auslandserfahrung in Florida und Dänemark gesammelt. Nach dem Abschluss des Studiums startete sie ihre berufliche Laufbahn im Marketingbereich und arbeitete von 1991 bis 1994 für Rail Tours Austria. 1995 war sie für Rogner International Hotels & Resorts, zwischen 1996 und 2001 als Geschäftsführerin für den Archäologischen Park Carnuntum und ab 1998 zudem für die ARGE Donauland tätig. Bevor sie in die Politik einstieg, arbeitete sie ab 2001 als Geschäftsführerin für das Congress Casino Baden. Sie initiierte in Baden die „Undine Filmtage“ und eine Awards-Verleihung an Jungschauspieler und -filmer. Bohuslav war seit 21. Dezember 2004 Landesrätin in der Niederösterreichischen Landesregierung, nachdem Liese Prokop in die Bundesregierung gewechselt war. Bohuslav hatte zunächst das Ressort für Arbeit, Soziales, Sport und Kultur inne und übernahm zwischen dem 11. April 2008 und dem 26. Februar 2009 die Bereiche Jugend, Bildung und Sport. Seit dem 26. Februar 2009 führte sie das Ressort Wirtschaft, Technologie und Tourismus.
Am 20. Dezember 2019 wurde bekannt, dass ihr Ende Februar 2020 Jochen Danninger als Landesrat nachfolgen soll. Bohuslav wurde von Bundesminister Alexander Schallenberg zur kaufmännischen Geschäftsführerin der Wiener Staatsoper bestellt. Danninger wurde am 27. Februar 2020 zum Landesrat gewählt und angelobt. Als ihre Nachfolgerin als Landesleiterin der ÖVP Frauen Niederösterreich wurde Ende Februar 2020 Doris Berger-Grabner nominiert, im Februar 2021 folgte sie Bohuslav als Landesleiterin von Wir Niederösterreicherinnen nach.
Am 25. Oktober 2023 begann in St. Pölten ein Prozess wegen des Verdachts der Untreue gegen die ehemalige niederösterreichische ÖVP-Landesrätin und zwei frühere Landesbeamte im Zusammenhang mit Förderungen der 2011 eröffneten Mehrzweckhalle Multiversum in Schwechat. Dabei wurde sie – nicht rechtskräftig – freigesprochen.

## Auszeichnungen
- 2024: Silbernes Komturkreuz mit dem Stern des Ehrenzeichens für Verdienste um das Bundesland Niederösterreich[10]